# Unitra-Lubartów
UNITRA-Lubartów – przedsiębiorstwo zajmujące się głównie produkcją magnetofonów, radiomagnetofonów oraz elektronicznych urządzeń specjalistycznych, działające w latach 1971–1996.

## Historia
Początkowo oddział Zakładów Radiowych im. Marcina Kasprzaka w Warszawie, później oddział przekształcił się w samodzielne przedsiębiorstwo Zakłady Wytwórcze Magnetofonów Unitra-Lubartów. Oddział ZRK w Lubartowie powstał w budynkach magazynu centrali nasiennej. W 1969 roku zaczęto prace budowlane mające na celu przystosowanie magazynu na potrzeby przedsiębiorstwa. Pierwszy trzon załogi liczący 100 osób odbył sześciomiesięczny kurs w Warszawie, zakończony 31 grudnia 1970 r., i ludzie ci (dosłownie) przywieźli wtedy ze sobą wyposażenie zakładu. Produkcja została uruchomiona 19 stycznia 1971 r. Pierwszymi produktami były radioodbiorniki samochodowe „Rajd” i „Mini 2” (produkcja tego ostatniego ruszyła w marcu 1971).
Przedsiębiorstwo mieściło się przy ulicy Lubelskiej 104 w Lubartowie, wydział produkcji głowic magnetofonowych znajdował się na tzw. „Zatorzu” – w innej części miasta. Istniał również oddział zakładu w Ostrowie Lubelskim, część płytek produkowano (obsadzano w elementy i lutowano) w kooperacji z zakładami w Kocku, Łodzi i innych, ze względu na bardzo szeroki zakres produkcji. Zakład zatrudniał ponad 2500 osób.
W latach 70. i 80. XX w. przedsiębiorstwo należało do Zjednoczenia Przemysłu Elektronicznego UNITRA.
Na początku lat 90. XX w. ZWM postawiono w stan upadłości, zakład przejął syndyk i rozpoczęto proces likwidacji. ZWM Unitra-Lubartów ostatecznie wykreślono z rejestru w 1995/1996 roku. W budynkach po ZWM znajduje się, między innymi, przedsiębiorstwo Roto Frank.

## Wyroby

### Radioodbiorniki
- „Rajd”

Radioodbiornik samochodowy, pierwszy produkt oddziału ZRK w Lubartowie.
- „Mini 2”

Radioodbiornik samochodowy, produkcja rozpoczęła się w marcu 1971 roku w oddziale ZRK w Lubartowie.

### Magnetofony kasetowe

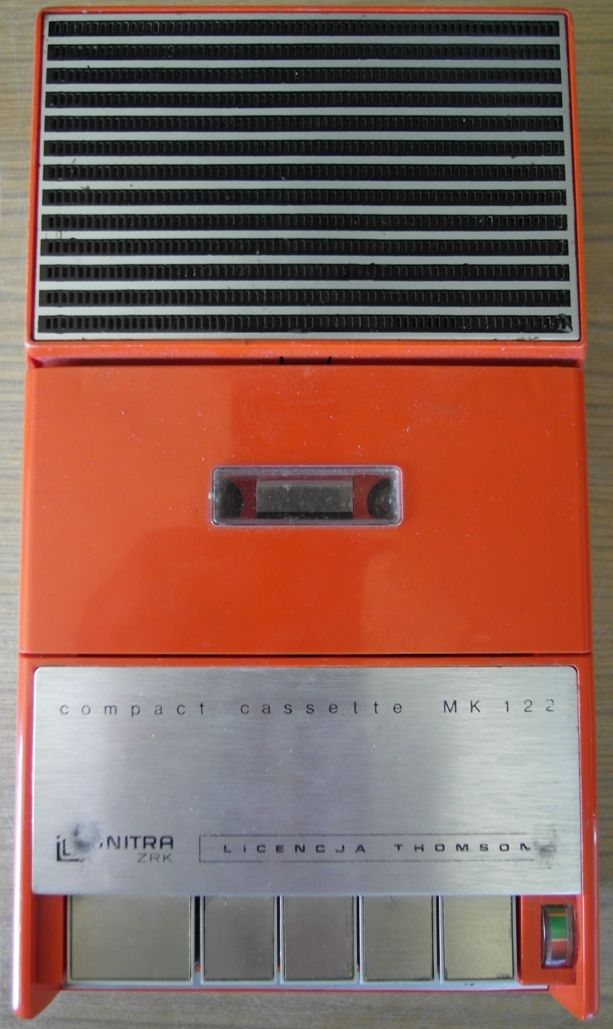
Magnetofon kasetowy MK122 na licencji Thomsona

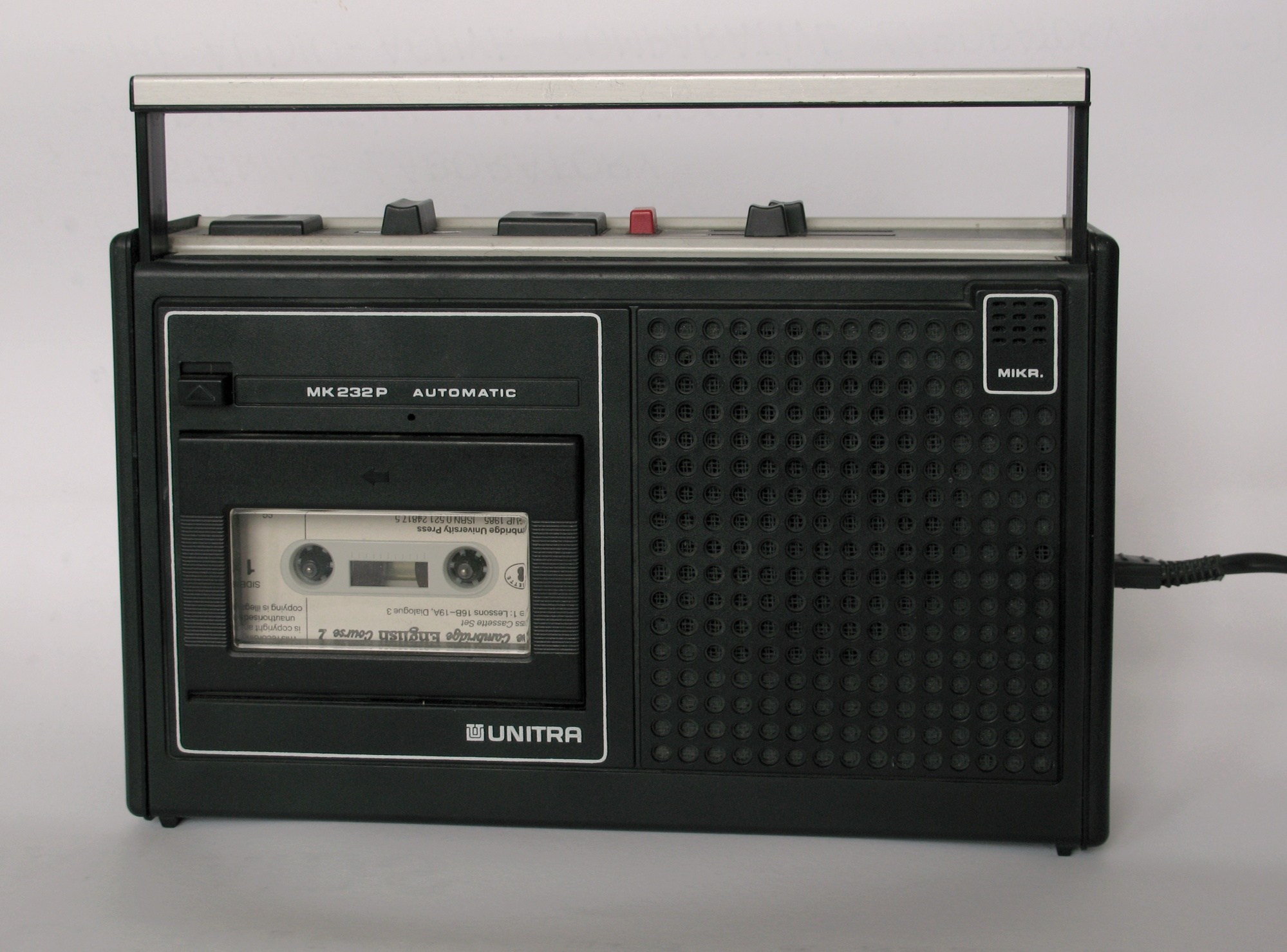
Magnetofon kasetowy Model MK232P wzorowany na wyrobie MK232 licencjonowanym przez firmę Grundig

- magnetofon MK122

Magnetofon kasetowy produkowany na licencji Thomsona, start produkcji w drugim półroczu 1972 r. w oddziale ZRK w Lubartowie.
- magnetofon MK121

Pierwszy magnetofon kasetowy polskiej konstrukcji autorstwa inż. Jerzego Kuczyńskiego i inż. Janusza Uścińskiego z Biura Konstrukcyjnego ZRK w Warszawie. Start produkcji w Lubartowie – w 1973 r.
- magnetofon MK125

Magnetofon kasetowy produkowany na licencji Thomsona.
- magnetofon B303
- magnetofon B113
- magnetofon M531S
- magnetofon M532SD
- magnetofon M536SD Hi-Fi „Finezja 1”

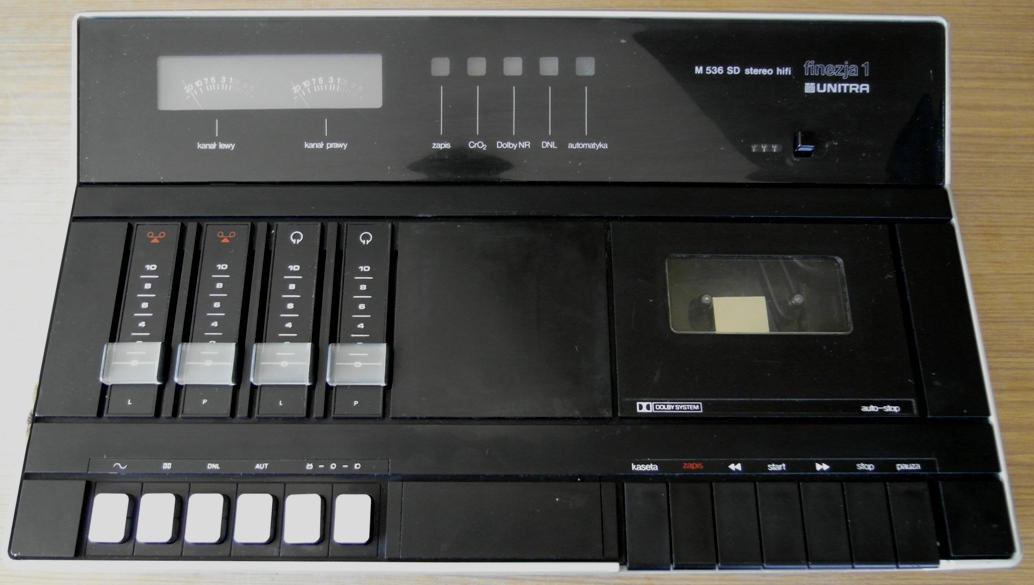
Magnetofon kasetowy M536SD Finezja 1

Magnetofon bez wzmacniacza mocy (deck), wbudowany system redukcji szumów Dolby B, ARW, redukcja szumów DNL, dwa wskaźniki wysterowania (w pierwszych wersjach jeden podwójny (importowany), później dwa pojedyncze (polskiej produkcji)). Zasilanie sieciowe. Sprzęt wysokiej klasy.
- magnetofon M537S Hi-Fi „Finezja 2”

Podobny do M536SD; w odróżnieniu od poprzedniego wyposażony we wzmacniacz mocy i korektor, wbudowany system redukcji szumów Dolby B, ARW, redukcja szumów DNL, jeden podwójny wskaźnik wysterowania (importowany). Zasilanie sieciowe. Sprzęt wysokiej klasy. Najrzadziej spotykana odmiana – wyprodukowano tylko niewielką partię.
- magnetofon M537S Hi-Fi „Finezja 3”

Konstrukcyjnie i funkcjonalnie identyczny z poprzednikiem – „Finezją 2”. Różnice to: zastosowanie zamiast Dolby B (opłata licencyjna) systemu RS, działającego na podobnej zasadzie oraz, jak w przypadku „Finezji 1”, dwa pojedyncze wskaźniki wysterowania.
- magnetofon MK232 (Grundig)

Monofoniczny, przenośny, bateryjno-sieciowy (zasilanie z 5 ogniw R14) magnetofon klasy popularnej. Układ mechaniczny identyczny z licencyjnym MK235, natomiast układ elektroniczny nieco zmieniony; od poprzednika zewnętrznie różnił się brakiem okrągłego wskaźnika naładowania baterii, który mieścił się na górnej płycie obok potencjometrów.
- magnetofon MK232P

Podobny do MK232, ale bardziej uproszczony i z większym udziałem krajowej elektroniki.
- magnetofon MK433 (Data Recorder)

Wygląd identyczny z MK232, od którego różnił się starannym doborem elementów elektronicznych i dokładnym strojeniem.
- magnetofon MK250

Monofoniczny, przenośny, bateryjno-sieciowy magnetofon klasy popularnej. Przystosowany do współpracy z kasetami typu Compact, C-60, C-90.
- urządzenie kasetowe MK450 „Pamięć magnetofonowa”

Monofoniczne urządzenie kasetowe na bazie MK250 przystosowane do pracy z mikrokomputerami typu ZX Spectrum jako tzw. „miękka” pamięć zewnętrzna. Było wyposażone w charakterystyczny przełącznik NORMAL/DATA, który przełączał charakterystyki toru akustycznego.

### Radiomagnetofony

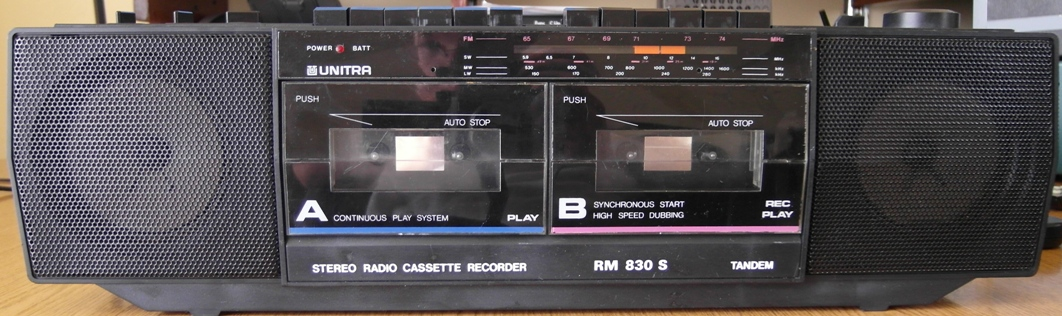
Radiomagnetofon kasetowy RM830S, ostatni radiomagnetofon z Lubartowa

- radiomagnetofon samochodowy RP701

Radiomagnetofon: trzyzakresowy odbiornik radiowy i magnetofon. Jeden z pierwszych polskich radiomagnetofonów samochodowych.
- radiomagnetofon RM301 „Wilga”

Dwuzakresowy odbiornik radiowy i magnetofon. Zapis na kasetach z radia, wbudowanego mikrofonu lub źródeł zewnętrznych. Odczyt na wbudowanym głośniku.
- radiomagnetofon RM350

Radiomagnetofon monofoniczny, zapis z wbudowanego radia, odtwarzanie na wbudowanym głośniku. Zasilanie sieciowe i bateryjne.
- radiomagnetofon RMS801 „Daria”

Radiomagnetofon stereofoniczny – wbudowane 2 głośniki i 2 mikrofony. Możliwe zasilanie bateryjne (6×R20) i sieciowe. Na frontowym panelu umieszczone były 2 diody LED, z których jedna była wskaźnikiem sygnału stereo, a druga wskaźnikiem dostrojenia. Radio czterozakresowe (długie, średnie, krótkie i UKF). Wyjścia głośnikowe i słuchawkowe. Produkowany w kooperacji z czeskimi zakładami Tesla. W wersji Tesli nosił nazwę „Diamant K203”.
- radiomagnetofon RM820S „Condor”

Stereofoniczny radiomagnetofon kasetowy; odbiornik radiowy pięciozakresowy – fale długie, średnie, krótkie oraz UKF OIRT i CCIR; magnetofon – możliwość użycia kaset z taśmami Fe2O3 i CrO2, układ redukcji szumów DNL, mechaniczny licznik przesuwu taśmy; wzmacniacz wyposażony w oddzielną regulację tonów wysokich, średnich i niskich. Produkt powstał w kooperacji z zakładami Tesla. W wykonaniu czechosłowackim miał oznaczenie „K304”, zdjęcia takiej wersji można znaleźć w linkach na końcu artykułu.
- radiomagnetofon RM830S „Tandem”

Radiomagnetofon RM-830S był przenośnym bateryjno-sieciowym urządzeniem zawierającym 4 zakresowy odbiornik radiowy AM/FM, dwukasetowy magnetofon oraz 2 wewnętrzne głośniki. Posiada wbudowany mikrofon elektretowy, regulatory barwy dźwięku i wyjście słuchawkowe. Magnetofon przystosowany był do współpracy z kasetami typu Compact C-60 i C-90 i realizował funkcje:
- odtwarzania kaset z taśmą Fe2O3 i CrO2 na mechanizmach A lub B
- zapisu przez mechanizm B na taśmach Fe2O3, z automatyczną regulacją poziomu, z wewnętrznego radia lub z wewnętrznego mikrofonu
- kopiowania z synchronicznym startem z mechanizmu A na B z normalną lub podwyższoną prędkością przesuwu taśmy
- kolejnego automatycznego odtwarzania dwóch kaset

RM830S był ostatnim produktem ZWM Unitra-Lubartów; został wyprodukowany jedynie w serii próbnej.

### Inne urządzenia
- telefoniczny aparat zgłoszeniowy TAZ-480

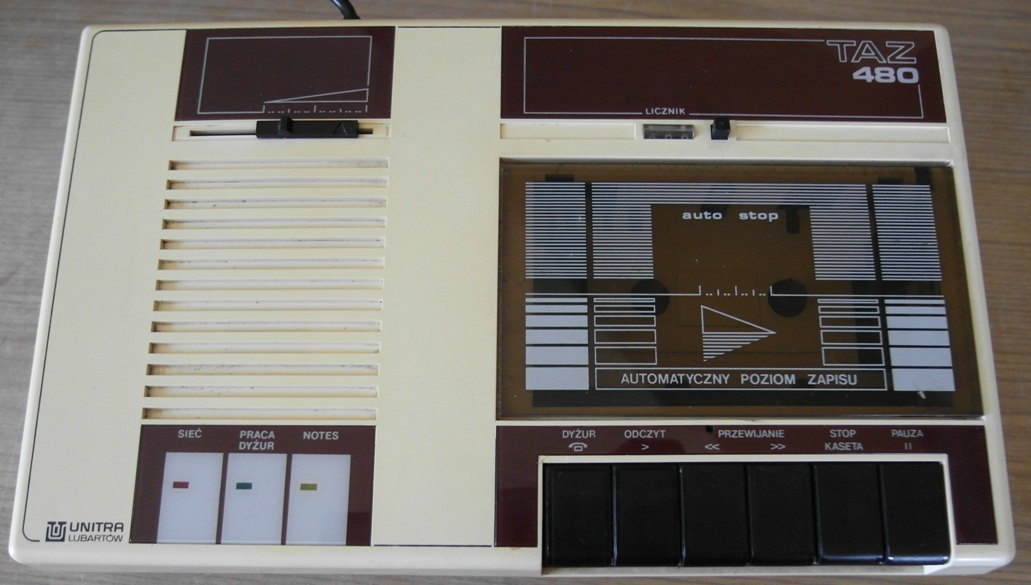
Telefoniczny aparat zgłoszeniowy TAZ480

Zasilany napięciem z sieci, elektronicznie sterowany telefoniczny aparat zgłoszeniowy, przyjmujący i rejestrujący na taśmie w kasecie compact zgłoszenia telefoniczne bez udziału abonenta. Przeznaczony do pracy w sieci telefonicznej z centralami automatycznymi CB o napięciu zasilającym 50 V/2×400 Ω lub 60 V/2×500 Ω. Aparat zgłoszeniowy może współpracować z dowolnym aparatem telefonicznym CB. Ponadto aparat ma możliwość dokonywania zapisu informacji przychodzącej z linii – funkcja NOTES, oraz możliwość odsłuchiwania przez wbudowany głośnik wewnętrzny kaset nagranych na innych magnetofonach w systemie monofonicznym.
- optoelektroniczny zestaw pomiarowy ZP-700

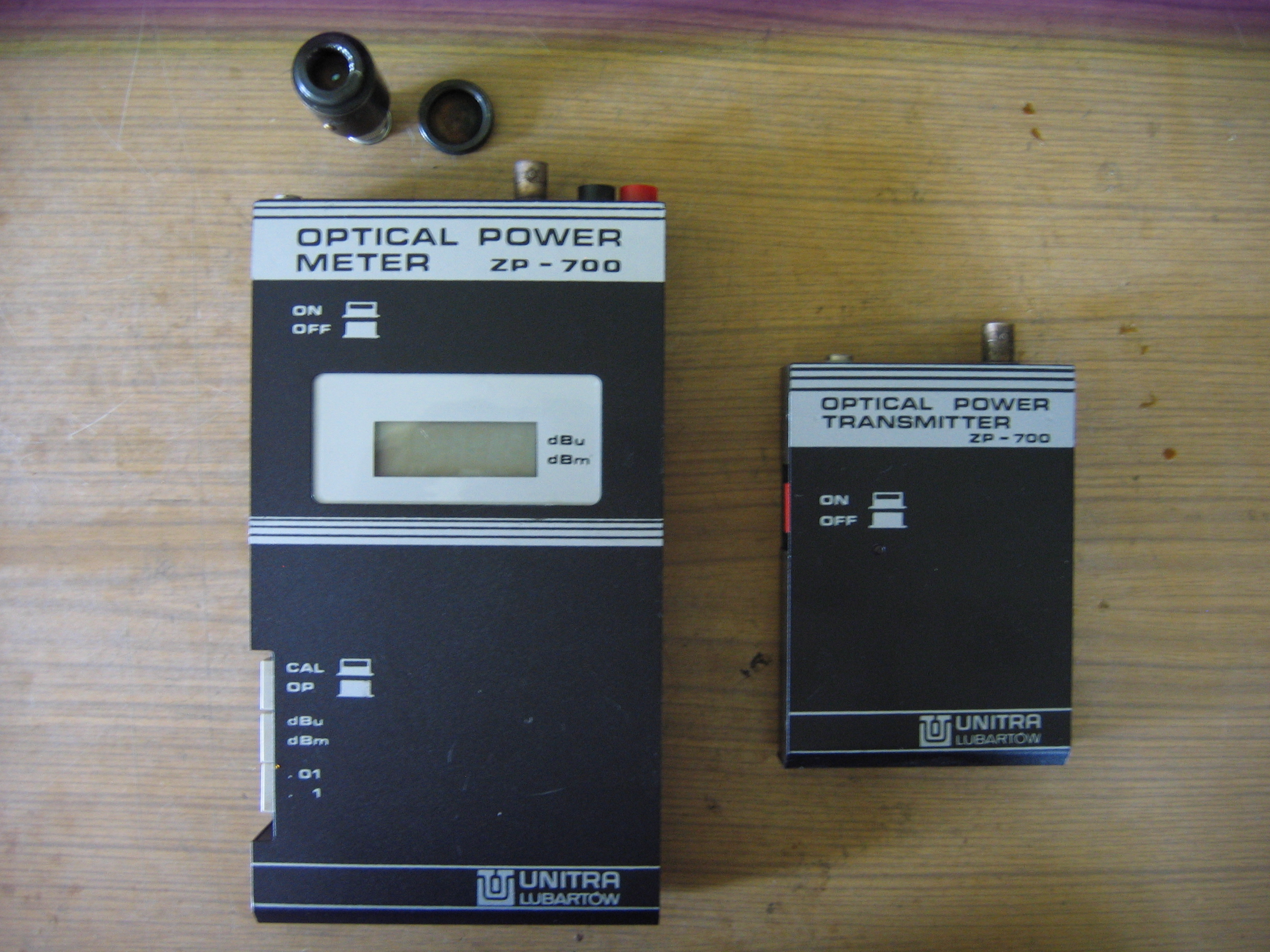
Zestaw pomiarowy ZP700

Optoelektroniczny zestaw pomiarowy ZP-700 przeznaczony do pomiaru tłumienia torów i złączy światłowodowych, poziomu mocy optycznej w torach światłowodowych oraz mocy promieniowania źródeł optycznych. Zestaw przeznaczony jest do eksploatowania w warunkach polowych, jak i laboratoryjnych.
- MULTINET i MINENET

Wraz z Politechniką Lubelską projektowano i wykonywano urządzenia wchodzące w skład sieci MINENET i MULTINET. System miał budowę modułową, były to sieci transmisyjne światłowodowe, jedne z pierwszych w kraju. Zachowały się pojedyncze sztuki prototypowych urządzeń.

### Znane urządzenia prototypowe

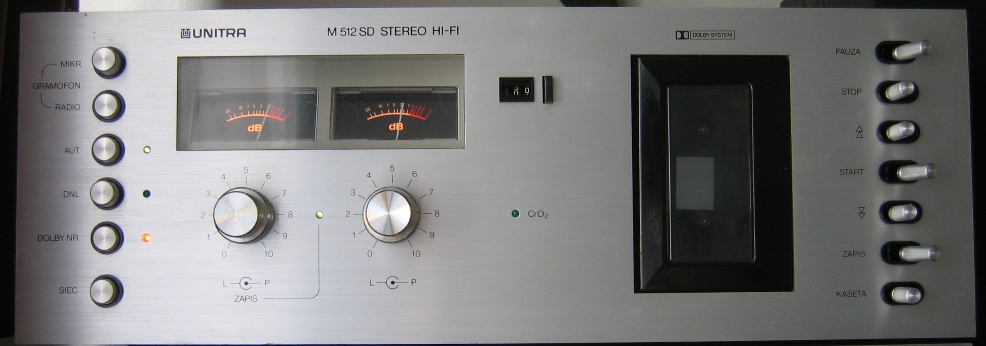
Magnetofon kasetowy M512SD Finezja w wersji „frontpanel”

- magnetofon dwumechanizmowy MK600B „Kormoran Stereo”

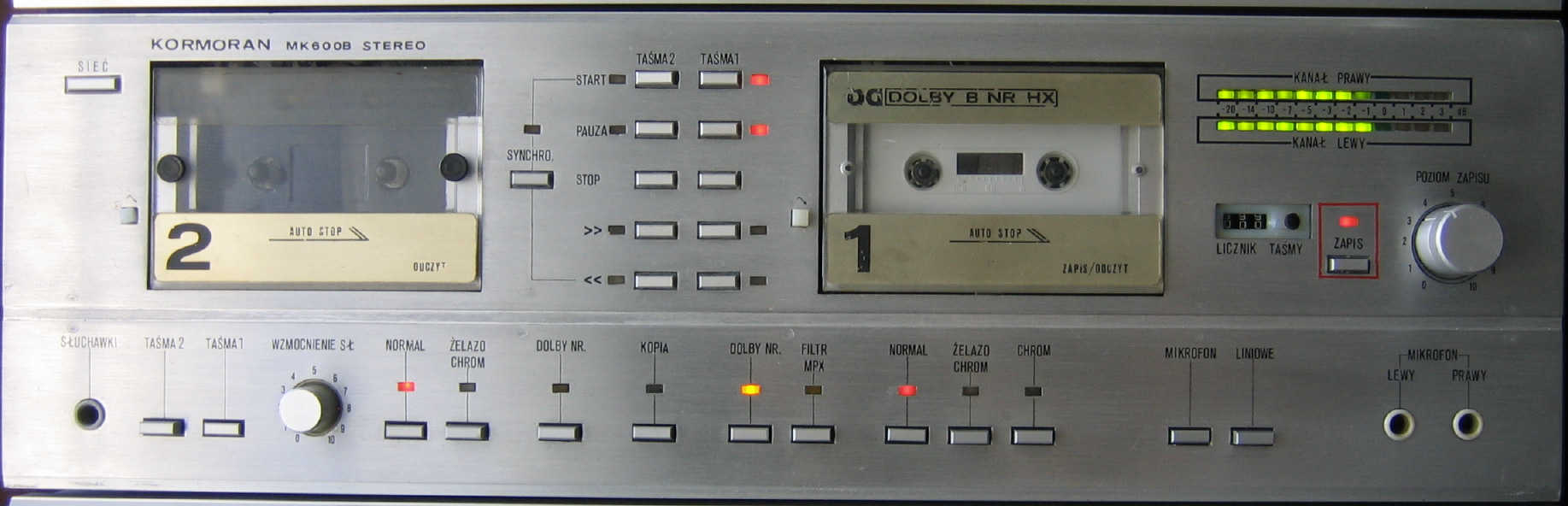
Magnetofon kasetowy MK600B Kormoran – jedyny egzemplarz, prototyp

Magnetofon ten pasował stylistycznie do wieży serii 5400 firmy Radmor. Magnetofon był wyposażony dwa mechanizmy sterowane elektronicznie, układ redukcji szumów Dolby, filtr MPX, funkcję kopiowania z kasety 1 na kasetę 2, wybór rodzaju taśmy (normal, chrom, żelazo), wskaźniki wysterowania na linijkach LED. Powstał tylko prototyp tego urządzenia.
- radiomagnetofon M531S FM

Zbudowany na bazie magnetofonu M531S poprzez dodanie bloku tunera FM. Powstało kilka egzemplarzy w kooperacji z zakładami Tesla (potwierdzone informacje o 2 szt.).
- magnetofon M512SD „Finezja”

Była to wersja magnetofonu „Finezja 1” różniąca się obudową, wersja „front–panel”. Mechanizm umieszczono tak, że kaseta ładowana jest na płycie czołowej urządzenia, na której umieszczono również wskaźniki wysterowania, potencjometry oraz przełączniki. Na pewno wyprodukowano 23 egzemplarze.

### Głowice magnetofonowe
Zakład produkował również głowice magnetofonowe uniwersalne monofoniczne oraz stereofoniczne, kasujące do magnetofonów kasetowych oraz kasujące do magnetofonów szpulowych. Produkcja głowic znajdowała się w zabudowaniach zakładu w innej części miasta Lubartów na tzw. „Zatorzu”. Niektóre głowice produkowane przez ZWM „Unitra – Lubartów”:

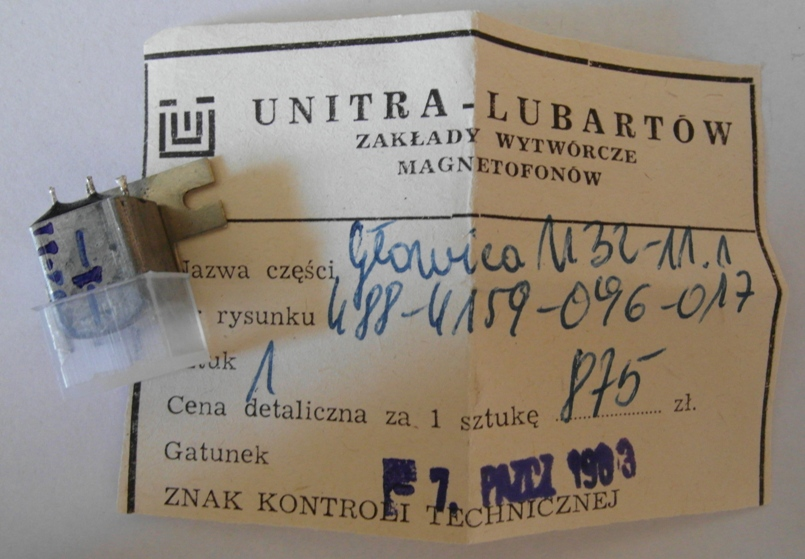
Głowica magnetofonowa uniwersalna stereofoniczna U32-II-1 produkowana w Lubartowie

- U32-II-1 – uniwersalna stereofoniczna
- U32-II-2 – uniwersalna stereofoniczna
- U12-102 – uniwersalna monofoniczna
- U12-103 – uniwersalna monofoniczna
- U12-107 – uniwersalna monofoniczna
- U31-34.2 – uniwersalna monofoniczna

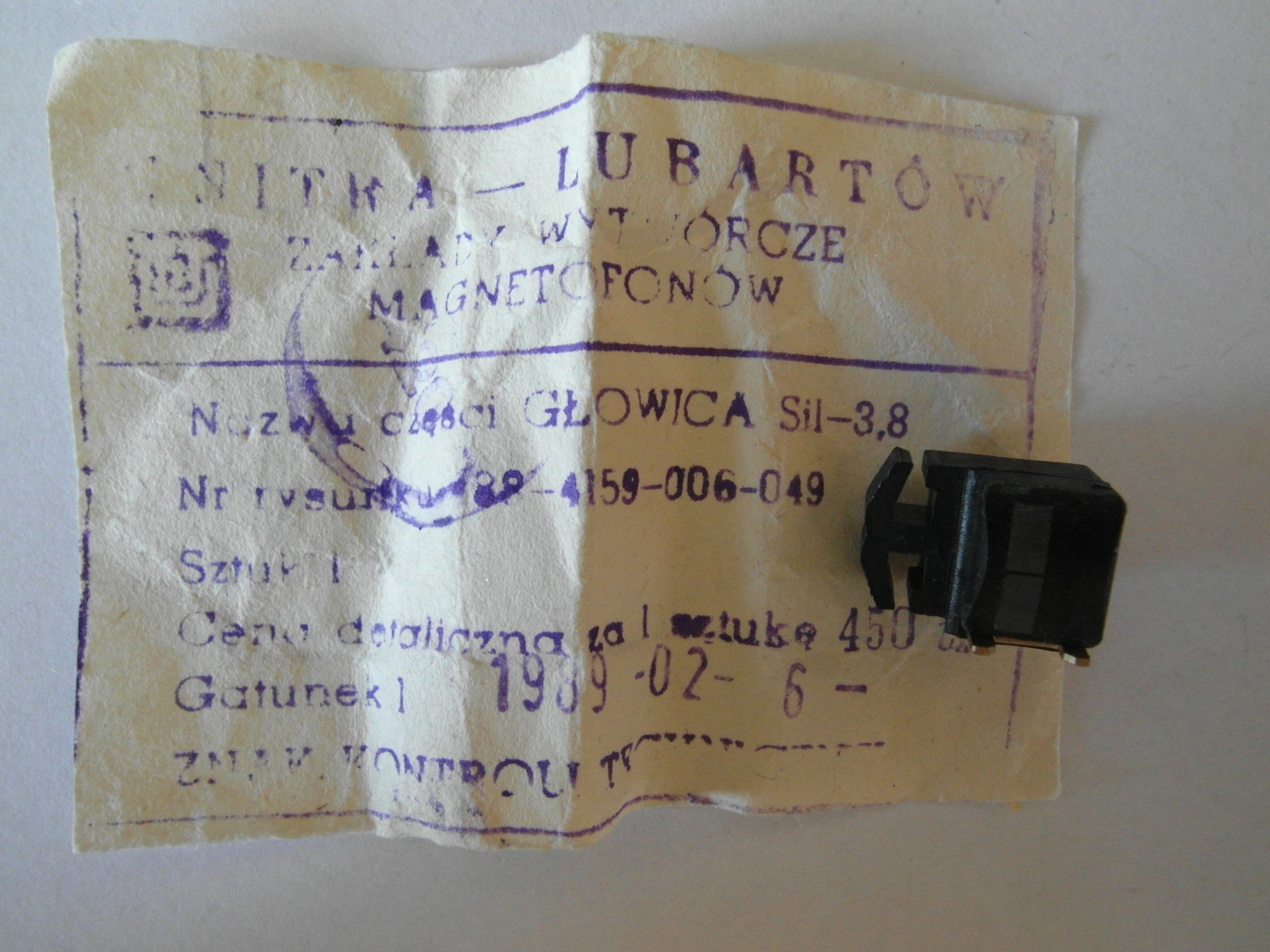
Głowica kasująca S1l-3.8 produkcji ZWM „UNITRA Lubartów” z 1989 roku.

- U12-5
- U12-7
- U12-8
- K12-103

- S1l-3.8 – głowica kasująca